# Bogdo Kán
Bogdo Kán vagy a 8. Bogdo gegen (mongolul: Богд хаан / Богд гэгээн, latin betűs átírásban Bogd xān vagy Bogd gegēn), (Lithang, 1869. október 13. – Urga, 1924. április 17.), mongol vallási vezető és Mongólia uralkodója.

## Élete
Tibeti családban született. Mint a Dzsepcundamba Kutuktu reinkarnációja a mongol buddhista egyház feje volt. A Csing-dinasztia 1911-es bukását követően Mongólia uralkodója, papcsászára. 1919-ben a kínai csapatok megszállták az országot és a Bogdo gegen elvesztette világi hatalmát. Ez egészen Ungern báró csapatainak megérkezéséig tartott, aki kiszabadította a kínai fogságból. Ungern báró egységeit legyőzték a mongol és szovjet Vörös Hadsereg erői, és az 1921 novemberében aláírt szerződés értelmében korlátozott hatókörű uralkodóvá vált.
1924-ben meghalt, majd utána a kommunista hatalom kihirdette, hogy több újjászületés nem fog történni. A 9. Dzsepcundamba Kutuktu a dalai láma kíséretében élt Indiában, és csak élete utolsó éveiben, 2010-ben költözhetett Mongóliába.